# آب آشامیدنی

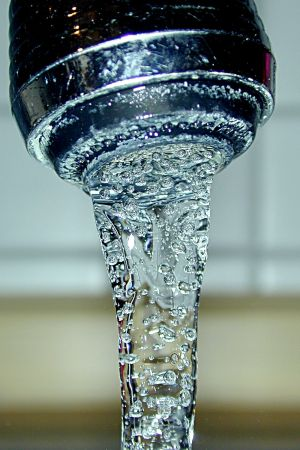
در برخی کشورها، آب شیر، آب آشامیدنی است.

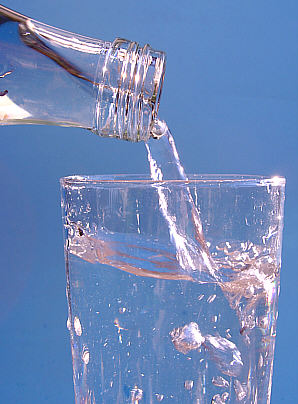
آب معدنی

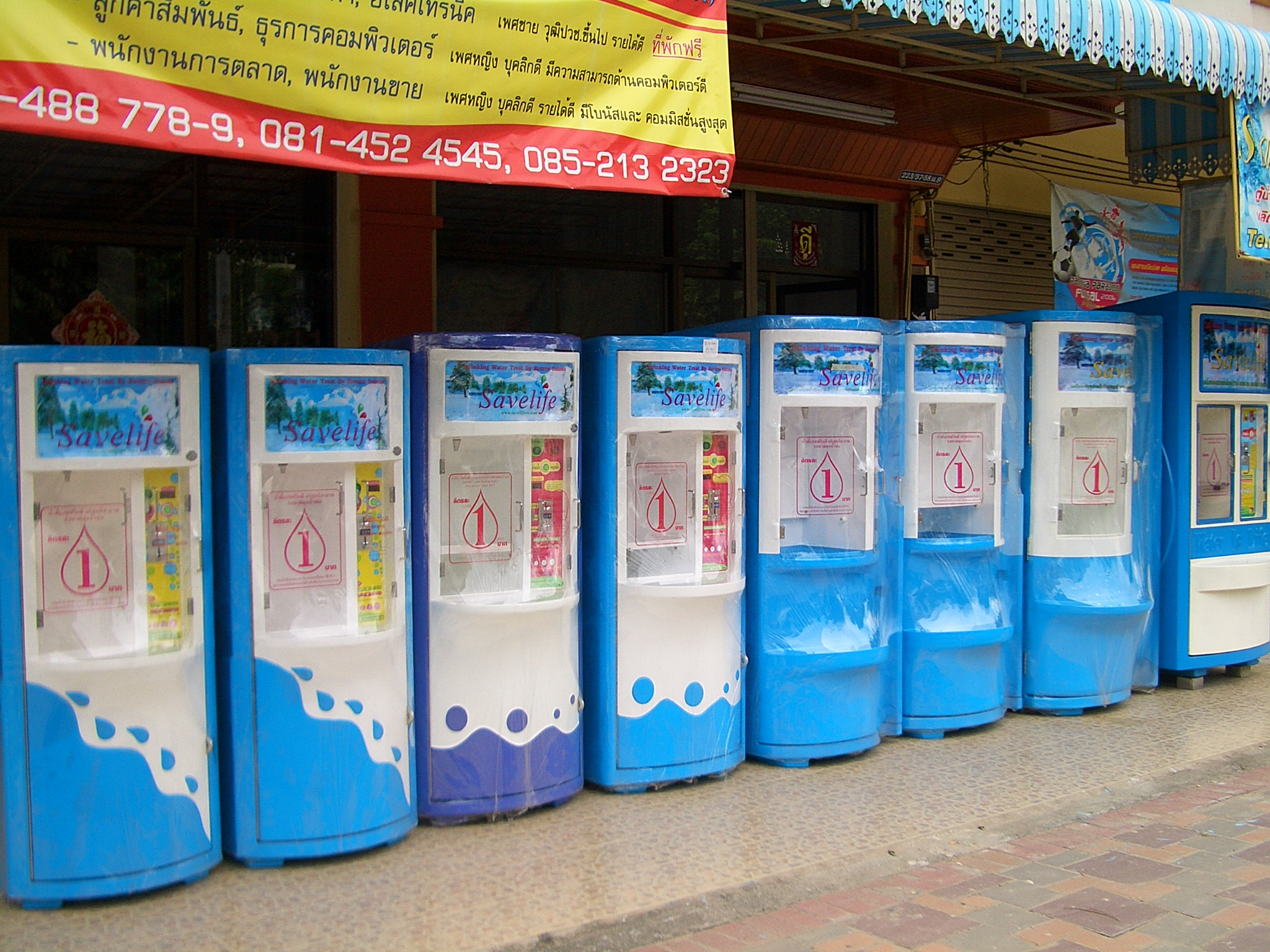
دستگاهای خودکار فروش آب معدنی

آبِ نوشیدنی یا آبِ خوردن یا آبِ آشامیدنی (به انگلیسی: Drinking water) آب گوارایی است که عوامل فیزیکی، شیمیایی و بیولوژیکی آن در حد استانداردهای تأیید شده باشد و مصرف آنچه در کوتاه‌مدت و چه در درازمدت عارضه سوئی را در بدن انسان ایجاد نکند. این تعریف با آیین‌نامه بهداشت محیط که در سال ۱۳۷۱ به تصویب کابینه دولت رسیده‌است، مطابقت دارد.

## تعریف آب آشامیدنی
آب آشامیدنی آبی با کیفیت مناسب است که بتوان بدون اثر منفی کوتاه‌مدت یا بلندمدت، آن را آشامید. در بسیاری از کشورهای توسعه‌یافته و برخی کشورهای در حال توسعه، آب آشامیدنی از راه سامانه لوله‌کشی به خانه‌ها رسانده می‌شود. کمتر از ۵٪ این آب به مصرف آشامیدن می‌رسد.
در بسیاری از نقاط جهان، دسترسی راحت و ارزان به آب آشامیدنی وجود ندارد. در این مناطق بیشتر افراد از آب‌هایی استفاده می‌کنند که یا دارای میکروب و آلودگی هستند یا به سبب داشتن املاح و ذرات بیش از اندازه، در طولانی مدت برای بدن خطرآفرین هستند. در شهرهای چین برای جلوگیری از هدر رفتن آب آشامیدنی، برخلاف دیگر شهرهای جهان، آب آشامیدنی از راه یک لوله جداگانه به خانه‌ها رسانده می‌شود.

### آزمایش میکروبی آب
E. Coli(کلیفرم‌های مقاوم به حرارت می‌توانند جایگزین مناسبی باشند). تست کردن مزه آب نمی‌تواند شاخص مناسبی برای میزان کلر باقی مانده باشد و باید به روش رنگ سنجی با کلرسنج‌های قابل حمل میزان کلر در محل اندازه‌گیری شود و میزان کلر آزاد باقیمانده در شرایط اضطرار و زمان بروز اپیدمی بیماری‌های روده‌ای باید بین ۰٫۵تا ۱میلی‌گرم در لیتر باشد.
در مواقعی که یک منبع آب آلوده به ترکیب شیمیایی یا رادیولوژیکی است باید از ورود آب این منبع به تصفیه خانه اجتناب کرد. وجود یک ماده شیمیایی در آب که می‌تواند در کوتاه مدت خطر آفرین باشد بسیار به ندرت اتفاق می‌افتد، در این شرایط باید در جستجوی این بود که آیا رهنمودها اجازه مصرف این آب را می‌دهند یا باید به دنبال منبع آب دیگری بود. در بعضی مواقع به ویژه در صورت عدم دسترسی به منابع آب جایگزین، باید به دنبال فرایندهای تصفیه جهت حذف آلاینده‌های شیمیایی آب بود برای مثال بسیاری از آلاینده‌های آب را می‌توان توسط جذب سطحی (با گرانول یا پودر کربن فعال) حذف کرد و این ذرات را نیز به وسیله فرایندهایی نظیر انعقاد، لخته سازی و فیلتراسیون حذف نمود.

## نوشیدن آب باران
ممکن است تصور شود که آب باران برای نوشیدن مناسب است اما بر اساس مراکز کنترل و پیشگیری از بیماری‌های ایالات متحده، آب باران لزوماً برای نوشیدن مناسب نمی‌باشد و باید بررسی و احتمالاً به نحوی پاک سازی و تصفیه شود. همچنین بر اساس پژوهشهای جدید، آب باران در «هیچ‌کجای جهان» برای نوشیدن مناسب نمی‌باشد و در دسته «مواد تا ابد شیمیایی» قرار می‌گیرد.

## کشورها
در فهرست‌های زیر، بر اساس آمار بین‌المللی سازمان گردشگری، در هر کشورهای هر قاره که به آب آشامیدنی
سالم لوله‌کشی دسترسی دارند مطرح شده و درصد کیفیت آب لوله‌کشی نیز اعلام شده‌است.

### آسیا
| کشور      | کیفیت آب | تایید سازمان گردشگری |
| --------- | -------- | -------------------- |
| سنگاپور   | ۸۰/۱٪    | تایید شده            |
| ژاپن      | ۷۷/۴٪    | تایید شده            |
| برونئی    | ۷۷٪      | نیمه تأیید           |
| کره جنوبی | ۶۹/۷٪    | تایید شده            |
| اسرائیل   | ۶۹/۷٪    | نیمه تأیید           |
| هنگ کنگ   | ۶۹/۵٪    | تایید شده            |
| ایران     | ۶۱٪      | تایید شده            |
| مالزی     | ۴۹/۳٪    | نیمه تأیید           |

### اروپا
| کشور        | کیفیت آب | تایید سازمان گردشگری |
| ----------- | -------- | -------------------- |
| اتریش       | ۸۹/۲٪    | تایید شده            |
| ایسلند      | ۸۸/۸٪    | تایید شده            |
| فنلاند      | ۸۶٪      | تایید شده            |
| بلژیک       | ۸۳/۱٪    | تأیید شده            |
| سوئیس       | ۷۹٪      | تایید شده            |
| اسپانیا     | ۷۸/۵٪    | تایید شده            |
| لیختن‌اشتاین | ۷۷/۸٪    | تایید شده            |
| پرتغال      | ۷۶/۹٪    | تایید شده            |

### سایر کشورها
| کشور                | کیفیت آب | تایید سازمان گردشگری |
| ------------------- | -------- | -------------------- |
| استرالیا            | ۸۲/۲٪    | تایید شده            |
| ایالات متحده آمریکا | ۷۹٪      | تایید شده            |
| کانادا              | ۷۹٪      | تایید شده            |
| نیوزیلند            | ۷۷/۱٪    | تأیید شده            |
| گرینلند             | ۶۷/۲٪    | نیمه تأیید           |
| کلمبیا              | ۵۹/۷٪    | نیمه تأیید           |
| برزیل               | ۵۹/۲٪    | نیمه تأیید           |
| چین                 | ۵۷٪      | تایید شده            |
| الجزایر             | ۳۹/۹٪    | تایید شده            |
| افغانستان           | ۱۸/۲٪    | نیمه تأیید           |